# Мина (певица)
Мина Анна Маццини (итал. Mina Anna Mazzini; по швейцарским документам Анна Мария Кваини (итал. Anna Maria Quaini); род. 25 марта 1940, Бусто-Арсицио, Ломбардия), больше известна как Мина Маццини или просто Мина — итальянская певица, актриса и телеведущая. В 1960-е и 1970-е годы была одним из главных лиц на итальянском телевидении и доминирующей фигурой в поп-музыке. Известна своим трёхоктавным вокальным диапазоном, ловкостью своего голоса сопрано и образом эмансипированной женщины.
В своих записях Мина сочетала различные мейнстримные музыкальные жанры с традиционными итальянскими мелодиями, что сделало её самой разносторонней поп-исполнительницей в итальянской музыке. Главные темы её песен — непростые любовные отношения. Певица сочетала классическую итальянскую поп-музыку с элементами блюза, R&B и соул-музыки в конце 1960-х годов, особенно когда она работала в сотрудничестве с певцом и автором песен Лучио Баттисти. Лучшие итальянские авторы песен специально создавали материал с большим вокальным диапазоном и необычными аккордовыми прогрессиями, чтобы продемонстрировать её певческие способности, например, в песнях «Brava» Бруно Канфоры (1965) или «Se telefonando» Эннио Морриконе (1966). За свою карьеру записала более полутора тысяч песен на разных языках, включая итальянский, испанский, английский и французский. Песни Мины были успешно перепеты различными артистами как в самой Италии, так и за рубежом. Например, Ширли Бэсси популяризовала англоязычную версию песни «Grande, grande, grande» в США, Великобритании и других англоязычных странах в 1973 году, а в 1974 году Далида и Ален Делон превратили «Parole parole» в мировой хит.
Мина доминировала в национальных чартах в течение пятнадцати лет с начала карьеры и по сей день её альбомы попадают на лидирующие позиции. После ухода из рок-н-рола в поп-музыку певица начала набирать популярность и за границей, в 1962 году она стала самой популярной международной артисткой в ФРГ, а в 1964 году — в Японии. В 1961 году со своим синглом «This World We Love In» певица попала в главный американский песенный чарт Billboard Hot 100. Мина является лауреатом множества музыкальных наград, а в 2001 году указом президента Карло Адзельо Чампи была удостоена звания Великого офицера ордена «За заслуги перед Итальянской Республикой». Свои положительные оценки творчества Мины дали в своё время такие звёзды мирового шоу-бизнеса как Фрэнк Синатра, Дина Вашингтон, Луи Армстронг, Лайза Миннелли, Лучано Паваротти, Пласидо Доминго, Барбра Стрейзанд, Селин Дион, Энди Уорхол, Мик Джаггер, Федерико Феллини.
В 1959 году она стала первой рок-н-рольной певицей, выступившей на национальном телевидении. Её громкое синкопированное пение принесло ей прозвище «Королева крикунов». Публика также называла её «Тигрицей Кремоны». Тем не менее, в 1963 году певица даже получила запрет на выступления на телевидении за свои откровенные песни, касающиеся таких тем как религия, курение и секс, а также за отношения с женатым мужчиной, поскольку это не соответствовало доминирующей католической и буржуазной морали в обществе. Даже несмотря на запреты, в дальнейшем продолжила появляться на телеэкране в различных популярных телешоу как «Teatro 10» или «Canzonissima». Также снялась в десятке фильмов.
С 1978 года неожиданно прекратила выступления на сцене, однако продолжает выпускать новые альбомы практически ежегодно. В настоящее время проживает в Лугано, Швейцария.

## Биография

### Ранние годы
Анна Мария Маццини родилась 25 марта 1940 года в городе Бусто-Арсицио, Ломбардия, в семье рабочих Джакомо Маццини и Реджины Дзони. В 1943 году она с семьёй переезжает в Кремону, тогда же рождается её брат Альфредо (как и сестра он начнёт свою музыкальную карьеру, однако в 1965 году погибнет в автокатастрофе). Прививала любовь к музыке её бабушка Амелия, оперная певица, она настаивала на том, чтобы девочка брала уроки игры на фортепиано, однако она так и не овладела этим инструментом. Уже в школе девочка давала концерты для своих одноклассников.
В возрасте тринадцати лет девочка начинает заниматься греблей в городском спортивном клубе «Canottieri Baldesio», где добивается успехов, участвуя в различных соревнованиях. После окончания средней школы она поступает в технический институт имени Эудженио Бельтрами в Кремоне на специальность экономика и бухгалтерский учёт, но не заканчивает его, увлекшись музыкой.

### 1958—1959: Первые шаги
В один из дней лета 1958 года Мина со своей семьёй отдыхала на Форте-деи-Марми. Вместе она отправилась в ночной клуб «Bussola» в Марина-ди-Пьетрасанта, где в тот вечер выступал кубинский певец Дон Марино Баррето со своим оркестром. После его выступления Мина поднялась на сцену и решила сымпровизировать, исполнив песню «Un’Anima tra le mani». В течение следующих ночей Серджо Бернардини, владелец клуба, приглашал Мину на сцену снова и снова.
В сентябре она начала свою сольную карьеру, аккомпанировал ей в то время кременской коллектив Happy Boys. Её концерт в сентябре 1958 года перед аудиторией в две с половиной тысячи человек в театре Ривароло-дель-Ре-эд-Унити получил восторженное одобрение местных критиков. Вскоре она подписала контракт с Давиде Маталоном, владельцем небольшой звукозаписывающей компании Italdisc. Её первый сингл, «Non partir / Malatia», был спродюсирован под сценическим псевдонимом Мина для итальянской аудитории. Одновременно был выпущен сингл «When / Be Bop A Lula» под псевдонимом Baby Gate для международной аудитории. В декабре её выступление на Миланском фестивале Sei giorni della canzone было описано газетой La Notte как «рождение звезды». Это было последнее выступление мины с Happy Boys, так как её семья оказалась против того, чтобы девушка пропускала колледж ради запланированного турне.
Менее чем через месяц после разрыва со своей предыдущей группой Мина стала соучредителем новой группы под названием Solitari. Её первый хит с группой отличался тем, что Мина исполнила очень громкую, синкопированную версию популярной песни «Nessuno». Её она впервые она исполнила на рок-фестивале в миланском Ледовом дворце в феврале 1959 года. Тогда же состоялись её первое выступление на телевидении в шоу «Lascia o raddoppia?» и «Il musichiere», которые получили одобрительные отзывы критиков. На волне успеха старлетка подписала контракт с Элио Джиганте, известным менеджером. В последующие годы он организовывал её выступления на самых больших площадках Италии. Ёе первым итальянским хитом номер один стала песня «Tintarella di luna», прозвучавшая в музыкальной комедии «Музыкальный автомат кричит о любви». В конце 1959 года певица окончательно отказывается от имени Baby Gate в пользу Мины.

### 1960—1965: Прорыв

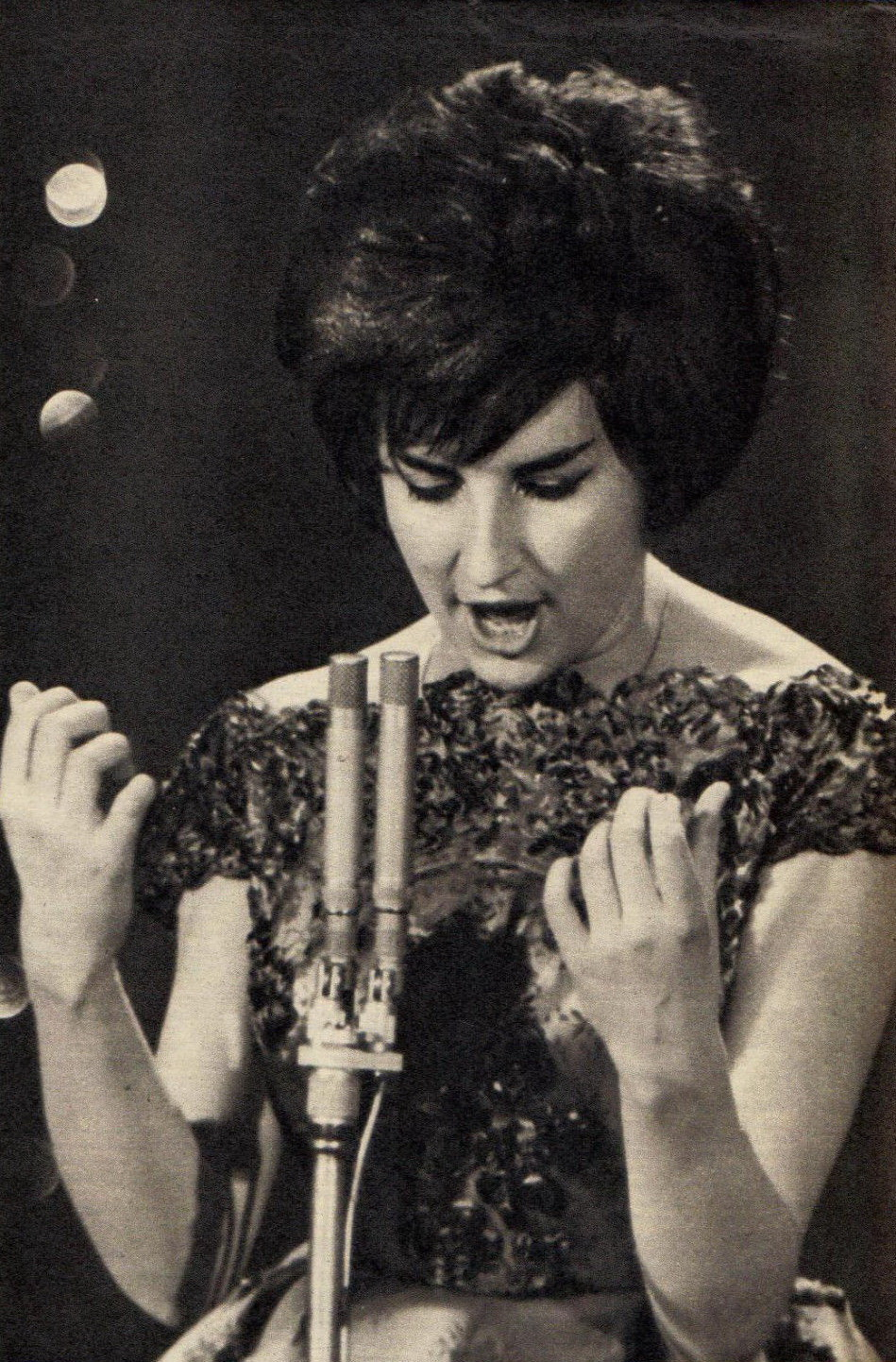
Мина на фестивале в Сан-Ремо в 1960 году.

В 1960 году Мина приняла участие в фестивале в Сан-Ремо с двумя песнями. Это были непривычные для неё медленные и эмоциональные песни о любви. Песня «È vero» заняла четвёртое место в итальянском хит-параде. Другая, «Il cielo in una stanza», стала настоящим хитом, возглавив список самых продаваемых синглов года в Италии и даже попав в американский Billboard Hot 100. На фестивале в Сан-Ремо в 1961 году Мина вновь исполнила две песни: «Io amo, tu ami» и «Le mille bolle blu», которые заняли четвёртое и пятое места соответственно. Разочарованная этими результатами, Мина объявила о своем намерении больше никогда не выступать на данном фестивале.
Популярность певицы начала выходить за пределы Италии, поскольку песни и фильмы с её участием издавались за рубежом. В 1961 году Мина выступила на венесуэльском телевидении, далее последовали выступления на испанском телевидении и даже в престижном парижском зале «Олимпия». В 1962 году певица представила свою первую песню на немецком языке «Heißer Sand», которая разошлась тиражом более сорока тысяч экземпляров и заняла первое место в сингловом хит-параде Германии (в общей сложности она провела в немецких чартах более полугода). Мина также выпустила ещё несколько успешных синглов на немецком языке. В опросе слушателей, проведенном в июле 1962 года в Германии, Австрии и немецкоязычной части Швейцарии, Мина была признана самой популярной певицей. В это же время в родной Италии гремели такие её хиты как «Moliendo café» и «Renato». Песня «Eclipse twist» стала заглавной темой итальянского фильма «Затмение» Микеланджело Антониони. Также Мина снялась в успешной комедии «Свидание в Ривьере» в роли певицы.
В 1963 году карьера Мины на телевидении и радио оказалась под ударом, поскольку стало известно, что она встречается с женатым актёром Коррадо Пани и ждёт от него ребёнка. Тем не менее вещателю RAI пришлось отступить из-за большой популярности Мины среди населения. 10 января 1964 года она вернулась на телеэкран в программе «La fiera dei sogni» и исполнила песню «Città vuota», кавер-версию песни Джина Макдэниелса «It’s A Lonely Town (Lonely Without You)», которая стала её первым релизом на лейбле Ri-Fi и одним из главных хитов года. Её следующий сингл, «E’ l’uomo per me», кавер-версия песни Джоди Миллер «He Walks Like A Man», стал самым продаваемым за 1964 год в Италии. Песня «Suna ni kieta namida», исполненная на японском языке, достигла вершины в японском чарте синглов и принесла Мине звание лучшего международного исполнителя в Японии.
В 1965 году Мина приняла участие в телевизионном шоу «Studio Uno», где исполнила среди прочих песни «Un buco nella sabbia», «Un anno d’amore» и «Brava», ритмичный джазовый номер, специально написанный Бруно Канфорой, чтобы продемонстрировать вокальный диапазон и исполнительские навыки певицы. Выпущенный в том же году альбом Studio Uno стал самым продаваемым за 1965 год.

### 1966—1968: Независимое творчество
В 1966 году Мина вновь принимала участие в программе «Studio Uno», где прозвучала в её исполнении песня «Se telefonando». Сингл достиг 7-го места в итальянском чарте и занял 53-е место в ежегодном списке продаж. Песня была включена в альбом Studio Uno 66 наряду с такими популярными песнями как «Ta-ra-ta-ta» и «Una casa in cima al mondo». Это был пятый самый продаваемый альбом года в Италии.

Мина и Адриано Челентано на программе Sabato Sera в 1967 году.

В тот период Мина начинала сотрудничество со швейцарской службой вещания и радио оркестром в Лугано. Она основала независимый лейбл звукозаписи PDU вместе с отцом. Первой пластинкой, выпущенной под этим лейблом, стала Dedicato a mio padre. Растущий интерес Мины к бразильской музыке вылился в «La banda», кавер-версию песни Шику Буарки, которая достигла 3-го места в Италии. Мина продолжала выступать на итальянском телевидении и представила песню «Zum zum zum» весной 1967 года в новом шоу «Sabato sera». Там также прозвучала песня «La coppia piu bella del mondo» в дуэте с Адриано Челентано.
18 июля 1968 года в прямом эфире вышел третий эпизод шоу «Senza Rete», в нём Мина отдавала дань уважения Луиджи Тенко, который недавно умер. Она отметила десятилетие своей карьеры концертом в ночном клубе «La Bussola» при поддержке оркестра Аугусто Мартелли. Концерт был записан и издан в альбоме под названием Mina alla Bussola dal vivo.
В том же году Мина, Вальтер Кьяри и Паоло Панелли стали ведущими конкурса «Canzonissima», транслировавшегося на канале Rai Uno с сентября 1968 по январь 1969 года. Здесь Мина исполнила несколько песен, в том числе итальянскую версию песни «Nem Vem Que Nao Tem» Карлоса Империала под названием «Sacumdì sacumdà», которую чуть было не запретили к исполнению в эфире из-за спорного содержания. Каждое шоу Мина закрывала песней «Vorrei che fosse amore». В декабре 1968 года был выпущен альбом Canzonissima ’68.

### 1969—1973: Сотрудничество с Моголом и Баттисти

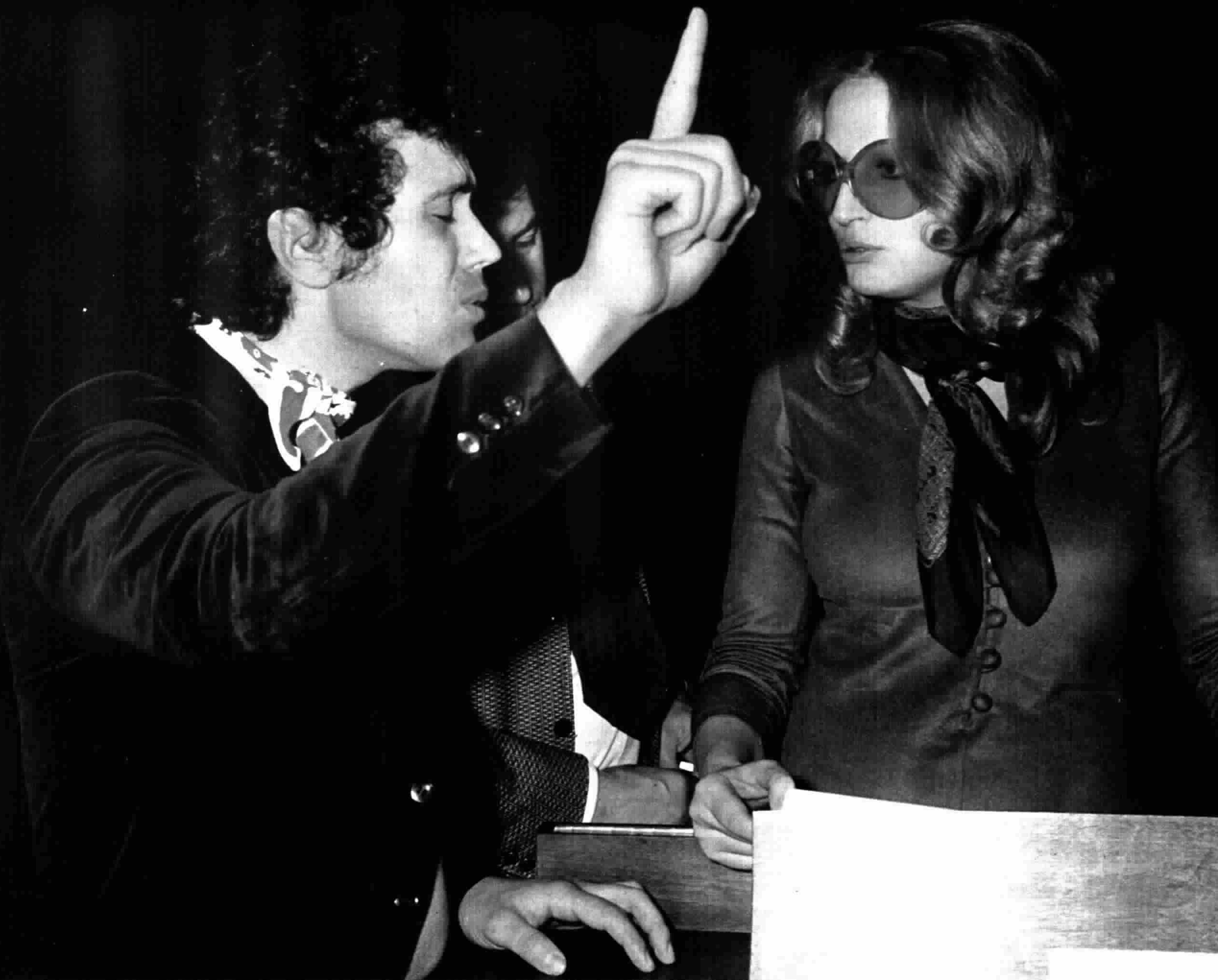
Мина и Лучио Баттисти в 1973 году.

После трехмесячного перерыва Мина вернулась и в апреле с песней «Non credere». Сингл стал третьим самым продаваемым в Италии в 1969 году. В тот период Мина начинает активное сотрудничество с Моголом и Лучио Баттисти, вместе они выпустили такие хиты как «Io e te da soli», «Insieme», «Amor mio», «Io vivro senza te», «E penso a te». В январе певица представляла новый репертуар в прямом эфире телевизионного концерта «Auditorio A». Песни тандема Могол-Баттисти послужили основой для нескольких альбомов, в том числе и для …bugiardo più che mai… più incosciente che mai…, который занял первое место в итальянском хит-параде и стал самым продаваемым в 1969 году в Италии. В 1970 году вышел ещё один альбом-чарттоппер …quando tu mi spiavi in cima a un batticuore…. В 1971 году певица представила альбом Mina, ставший самым продаваемым в 1972 году, а также подаривший такие хиты как «Amor mio» и «Grande, grande, grande».
В 1972 году исполнительница заявила, что планирует покинуть сцену, и тогда же провела серию прощальных концертов. Финальным стал вечер в ночном клубе Dalla Bussola 16 сентября, также велась и запись концерта, сегодня это единственный концерт певицы, заснятый на плёнку и выпущенный официально. В 1973 году вышел двойной альбом Frutta e verdura/Amanti di valore, первый включал неизданные песни (за исключением «La pioggia di marzo»), второй — песни, написанные Карло Песом и Франко Калифано. Альбом занял второе место в хит-параде, а общие продажи альбома перешагнули в миллионный рубеж.
В том же 1973 году происходит трагическое событие в личной жизни певицы: Вирджилио Крокко, её бывший муж и отец Бенедетты, умирает 8 октября в Ла-Кроссе, Висконсин. Обстоятельства гибели так и не были расследованы.

### 1974—1978: Прощание со сценой
Последним выступлением Мины в прямом эфире был заключительный эпизод шоу «Milleluci», вышедший 16 марта 1974 года. Мина была ведущей вместе с Рафаэллой Каррой. Она исполнила такие песни как «Everything’s Alright», «Mack the Knife», «Night and Day» и «Someday (You will Want Me to Want You)». После блюзового дуэта «Non gioco più» с гармонистом Тутсом Тилемансом Мина объявила об отказе от публичных выступлений. Её последним появлением на телевидении было выступление с песней «Ancora ancora ancora». Номер стал финальным в шоу «Mille e una luce» 1 июля 1978 года.

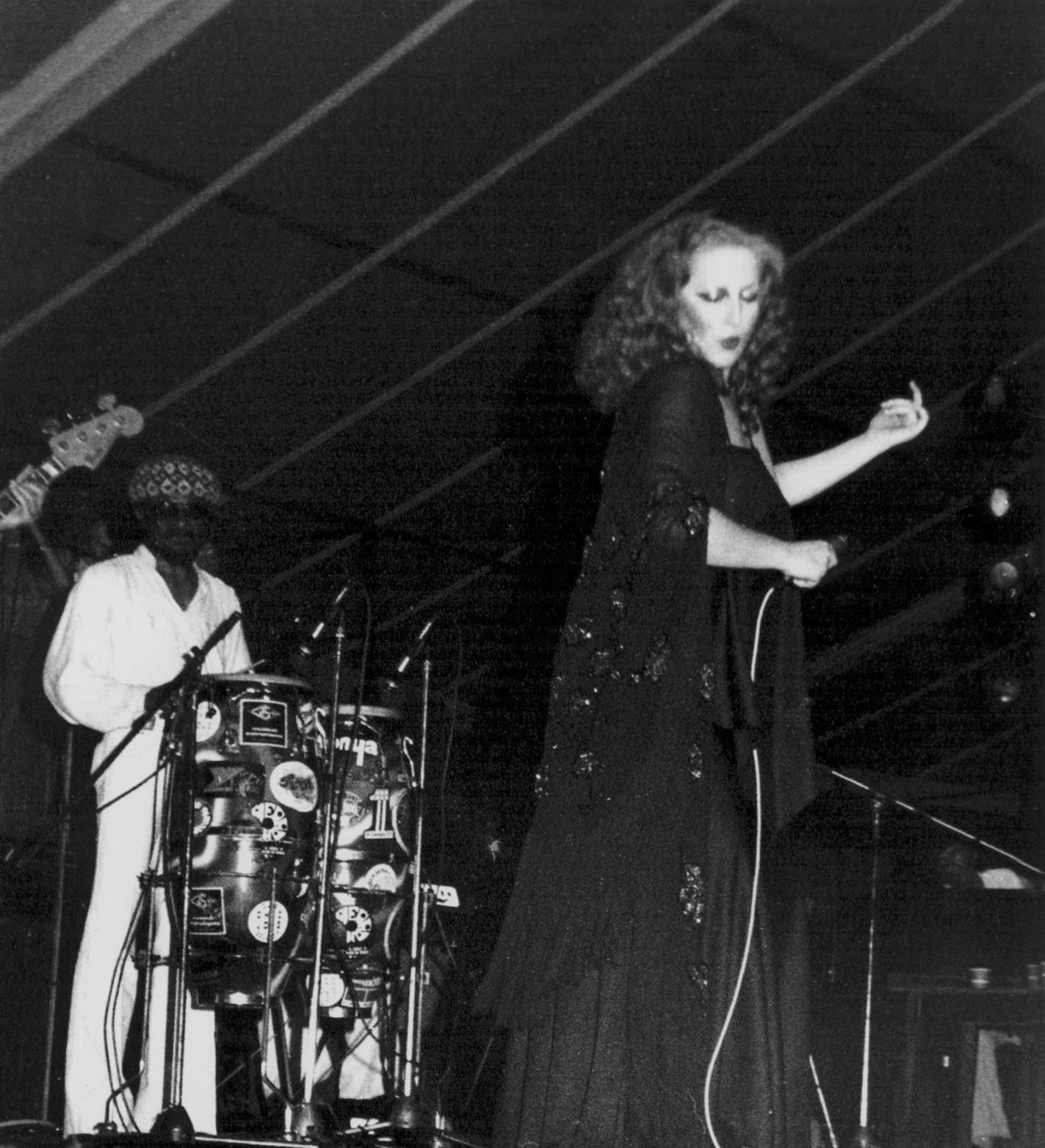
Мина на концерте в 1978 году.

Тем же летом певица возвращается к концертной деятельности. Выступления проходили в Bussoladomani в Версилии. Всего было запланировано 15 концертов, которые должны были растянуться на весь летний сезон, однако из-за болезни лёгких Мина дала только 11. Все концерты прошли при полном аншлаге. Последний концерт состоялся 23 августа 1978 года, он был записан и выпущен как концертный альбом Mina Live ’78.

### 1979 — настоящее
В 1979 году вышел новый альбом певицы Attila, он занял 2-е место в хит-параде. Именно начиная с этого альбома её сын, Массимилиано Пани, стал писать музыку и тексты для неё, а в дальнейшем он продюсировать каждый новый альбом Мины. Также Мина начала сотрудничать с дизайнером Мауро Балетти, который создал оформление практически каждой её пластинки.
Все последующие записи Мины входили в итальянские хит-парады. Бо́льшая часть её работ состояла из кавер-версий известных песен; в частности, она выпустила трибьют-альбомы The Beatles, Фрэнку Синатре, Ренато Дзеро, Доменико Модуньо, Лучио Баттисти, Энцо Янначчи. Начиная с 1989 года, все её записи включали джазовую фортепианную игру Данило Реа.
После ухода со сцены Мина практически перестала выпускать полноценные синглы, наибольшими успехами в чартах стали дуэты. В 1985 году «Questione di feeling», дуэт с Риккардо Коччанте, стал 13-м самым продаваемым синглом года в Италии и стал «вечнозеленым» (как называют хит-песню в Европе). В 1998 году был выпущен альбом Mina Celentano, записанный вместе с Адриано Челентано, он стал самым продаваемым альбомом 1998 года в Италии.
В двухтысячные годы Мина вновь вернулась в чарты с новыми синглами: «Succhiando l’uva» (2002), написанный для неё Zucchero, достиг 3-го места в сингловом чарте. Кавер-версия песни мины «Don’t call me baby (Can’t take my eyes off you)» (2003) заняла 4-е место в Италии. Сингл «Alibi» (2007) занял 6 место. В 2004 году был выпущен сборник The Platinum Collection, который пробыл в чарте 172 недели, а также получил платиновую сертификацию. В 2023 году певица выпустила очередной студийный альбом Ti amo come un pazzo, в поддержку которого был выпущен сингл «Un briciolo di allegria», занявший первое место в хит-параде и получивший четыре платиновых сертификации. Практически все альбомы Мины, выпущенные в новом тысячелетии получили платиновую или золотую сертификацию, а также все без исключения входили в первую десятку хит-парадов в Италии.
В последние годы Мина вела еженедельную колонку на первой странице La Stampa (с 2000 по 2011 год) и страницу в итальянском издании журнала Vanity Fair, где она отвечала на письма поклонников (с 2003 по 2015 год).

## Личная жизнь
В 1962 году Мина начала встречаться с актёром Коррадо Пани. Их отношения шокировали итальянскую публику, так как актёр был женат, хотя и не жил со своей женой. Их сын Массимилиано Пани родился 18 апреля 1963 года. Из-за отказа Мины скрывать свои отношения певице было запрещено выступать на публичных итальянских телеканалах и радио. Поскольку продажи её пластинок только росли, а зрители требовали видеть Мину в эфире, RAI был вынужден отменить запрет и позволить ей вернуться на телевидение. Вскоре после рождения ребёнка пара рассталась.

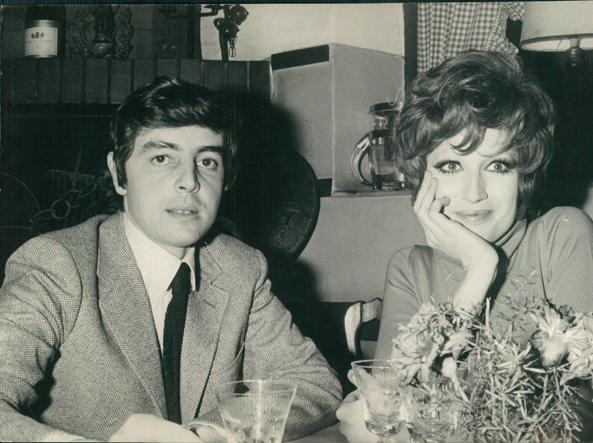
Вирджилио Крокко и Мина

Брат Мины Альфредо Маццини, также певец, погиб в автокатастрофе в 1965 году. Через год они с отцом переехали в швейцарский Лугано. Личные отношения, однако, остались в Италии, так как в то время у неё был роман с актёром Вальтером Кьяри. В конце 1960-х годов Мина была в отношениях с композитором Аугусто Мартелли. В 1970 году Мина вышла замуж за Вирджилио Крокко, журналиста Il Messaggero. В результате их брака её официальное имя было изменено на Анна Мария Маццини-Крокко. 11 ноября 1971 года родилась их дочь Бенедетта Маццини. Крокко погиб в автомобильной катастрофе в 1973 году.
В 1981 году Мина обручилась со своим нынешним мужем, кардиологом Эудженио Кваини. Они поженились 10 января 2006 года в Лугано. Она получила швейцарское гражданство в 1989 году.

## Дискография
- Tintarella di luna (1960)
- Il cielo in una stanza (1960)
- Due note (1961)
- Moliendo café (1962)
- Renato (1962)
- Stessa spiaggia, stesso mare (1963)
- Mina (1964)
- Studio Uno (1965)
- Studio Uno 66 (1966)
- Mina 2 (1966)
- Sabato sera — Studio Uno ’67 (1967)
- Dedicato a mio padre (1967)
- Mina alla Bussola dal vivo (1968)
- Le più belle canzoni italiane interpretate da Mina (1968)
- Canzonissima ’68 (1968)
- I discorsi (1969)
- Mina for You (1969)
- …bugiardo più che mai… più incosciente che mai… (1969)
- Mina canta o Brasil (1970)
- …quando tu mi spiavi in cima a un batticuore… (1970)
- Mina (1971)
- Cinquemilaquarantatre (1972)
- Dalla Bussola (1972)
- Altro (1972)
- Frutta e verdura (1973)
- Amanti di valore (1973)
- Mina® (1974)
- Baby Gate (1974)
- La Mina (1975)
- Minacantalucio (1975)
- Singolare (1976)
- Plurale (1976)
- Mina quasi Jannacci (1977)
- Mina con bignè (1977)
- Mina Live ’78 (1978)
- Attila (1979)
- Kyrie (1980)
- Salomè (1981)
- Italiana (1982)
- Mina 25 (1983)
- Catene (1984)
- Finalmente ho conosciuto il conte Dracula… (1985)
- Sì, buana (1986)
- Rane supreme (1987)
- Ridi pagliaccio (1988)
- Uiallalla (1989)
- Ti conosco mascherina (1990)
- Caterpillar (1991)
- Sorelle Lumière (1992)
- Mina canta i Beatles (1993)
- Lochness (1993)
- Canarino mannaro (1994)
- Pappa di latte (1995)
- Cremona (1996)
- Napoli (1996)
- Leggera (1997)
- Olio (1999)
- Mina Nº 0 (1999)
- Dalla terra (2000)
- Sconcerto (2001)
- Veleno (2002)
- Napoli secondo estratto (2003)
- Bula Bula (2005)
- L’allieva (2005)
- Bau (2006)
- Todavía (2007)
- Sulla tua bocca lo dirò (2009)
- Facile (2009)
- Caramella (2010)
- Piccolino (2011)
- 12 (American Song Book) (2012)
- Christmas Song Book (2013)
- Selfie (2014)
- Le migliori (2016)
- Maeba (2018)
- Mina Fossati (2019)
- Ti amo come un pazzo (2023)

## Фильмография
| Год  |     | Русское название                   | Оригинальное название      | Роль           |
| ---- | --- | ---------------------------------- | -------------------------- | -------------- |
| 1960 | ф   | Музыкальный автомат кричит о любви | Juke box urli d’amore      | певица         |
| 1960 | ф   |                                    | I Teddy boys della canzone | Миучча         |
| 1960 | ф   | Сан-Ремо, большой вызов            | Sanremo — La grande sfida  | камео          |
| 1960 | ф   | Свидание на Искье                  | Appuntamento a Ischia      | камео          |
| 1960 | ф   | Тревожные матери                   | Madri pericolose           | Ники Импорта   |
| 1960 | ф   | Крикуны перед судом                | Urlatori alla sbarra       | Мина           |
| 1961 | ф   | Мина… из гвардии                   | Mina... fuori la guardia   | Валерия        |
| 1961 | ф   | Я целую… ты целуешь                | Io bacio... tu baci        | Марчелла       |
| 1962 | ф   | Вселенная ночью                    | Universo di notte          | камео          |
| 1962 | ф   | То, что любят девушки              | Das haben die Mädchen gern | Принцесса Мина |
| 1962 | ф   | Свидание в Ривьере                 | Appuntamento in Riviera    | камео          |
| 1963 | док | Песни в мире                       | Canzoni nel mondo          | камео          |
| 1967 | ф   | По любви… по волшебству…           | Per amore... per magia...  | Айшезаде       |